# Hans Wertinger

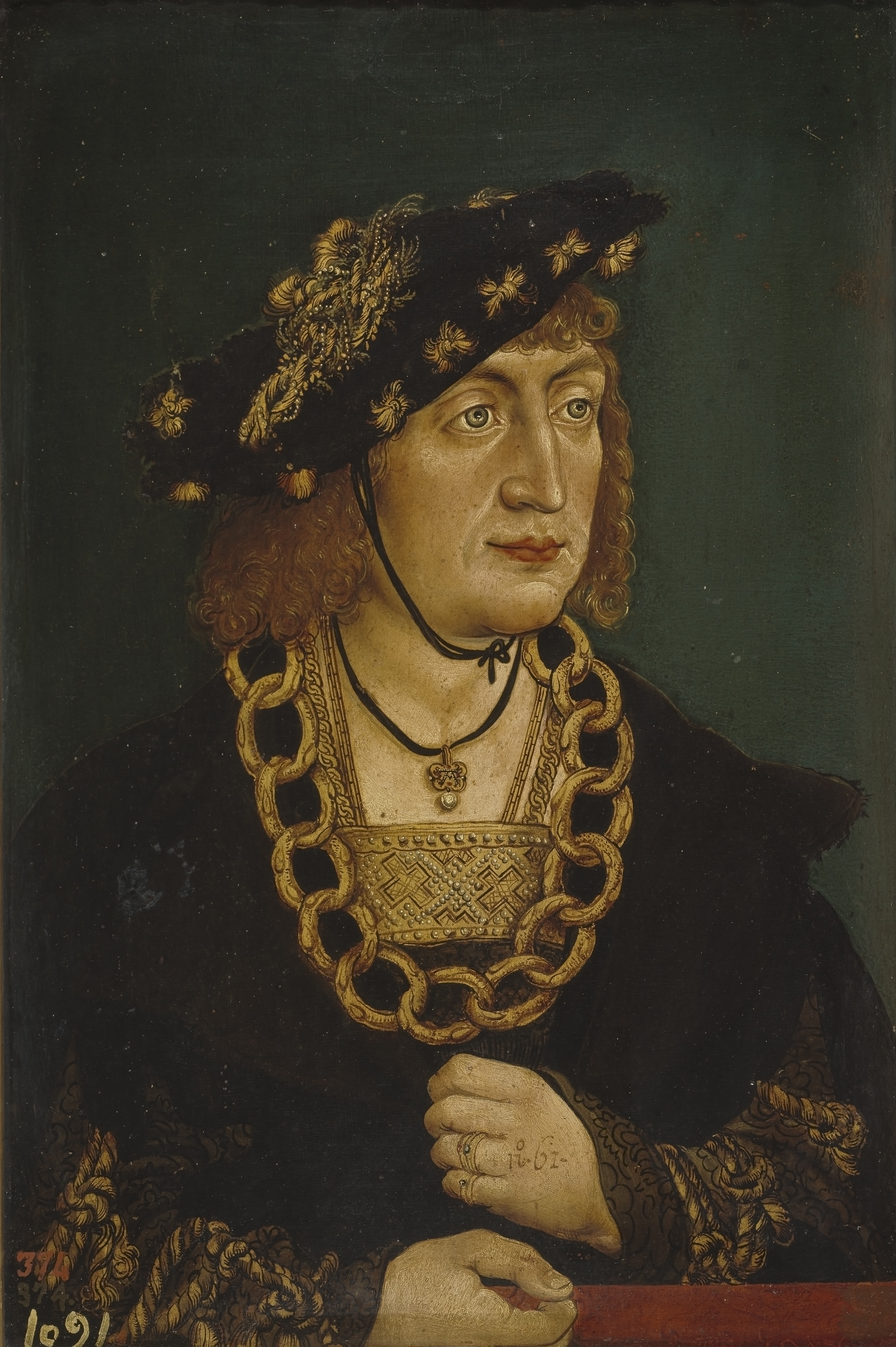
Federico III, emperador de Alemania, escuela alemana, atribuido a Hans Wertinger, óleo sobre tabla, 47 x 32 cm, Madrid, Museo del Prado.

Hans Wertinger (Landshut, ca. 1465-1533), llamado también Hans von Wertinger y Schwabmaler (el pintor suabo), identificable posiblemente con el monogramista H.W., fue un pintor alemán, nombrado pintor de corte por el duque Luis X de Baviera en 1518.
En 1491 adquirió los derechos de ciudadanía en Landshut, donde podría haber nacido, lo que sugiere que en esas fechas se había establecido ya como maestro independiente. Con Sigmund Gleismüller, que pudiera haber sido su primer maestro, colaboró en el diseño de vidrieras. Su primer trabajo conocido, ya de 1498, es una tabla de gran tamaño de la Leyenda de san Segismundo para la catedral de Frisinga, con claras reminiscencias góticas. Protegido por el príncipe-obispo de Frisinga, encabezó un taller del que salieron numerosos retablos para iglesias. De 1515 en adelante son muchos los grabados y pinturas conservados, incluyendo ciclos alegóricos de los meses y las estaciones del año (Núremberg, Germanisches Nationalmuseum) y retratos de los miembros de la corte de los duques de Landhust. Sus retratos de corte presentan en este sentido novedades importantes. Así, al propio duque Luis y a la princesa María Jacoba (Múnich, Alte Pinakothek), los retrató recortados sobre fondos de paisaje. Se le atribuye, además, ser uno de los primeros pintores que en Alemania ejecutó retratos de cuerpo entero, como el del bufón llamado «El caballero Cristóbal» del Museo Thyssen-Bornemisza de Madrid.